# Arcadia – Du bekommst was du verdienst

Arcadia ist eine belgisch-niederländische Science-Fiction-Serie aus dem Jahr 2023. Die Serie handelt von einer nahen Zukunft, in der ein „Bürgerscore“ – ähnlich dem Sozialkredit-System in China – die Stellung und Möglichkeiten innerhalb der Gesellschaft bestimmt.

## Handlung
In der dystopischen Welt von Arcadia bekommt jeder Einwohner mit dem 18. Lebensjahr einen Chip implantiert und führt einen „Bürgerscore“. Der Score errechnet sich aus Ausbildung, IQ, Gesundheit, Gewicht, Fitness, gesellschaftlichem Beitrag und Einhaltung der Gesetze. Er bestimmt die Stellung in der Gesellschaft, zu welchen Waren und Dienstleistungen man Zugang hat, in welchem Haus man wohnen darf und welchen Beruf man ausüben darf. Sinkt der Score unter einen bestimmten Wert, kann der Einwohner aber auch verbannt und in die unzivilisierte Außenwelt geschickt werden. Arcadia wurde nach einer Umweltkatastrophe errichtet, die zu Chaos und Anarchie geführt hatte.
Pieter Hendriks, ein Enkel des Systemgründers, manipuliert den Score für sich und seine Familie, sodass dieser nicht unter 8 von 10 möglichen Punkten fallen kann. Als der Betrug mit Bürgerpunkten aufgedeckt wird, wird Pieter sofort in die lebensfeindliche Außenwelt voller Kriminalität und Ressourcenmangel verbannt. Seine zurückbleibende Frau, Cato Christiaans, und seine Töchter bzw. Stieftöchter bekommen Strafpunkte auf ihren Bürgerscore, wodurch ihr idyllisches Leben zerbricht und ihre Beziehungen untereinander ins Wanken geraten. Der strenge Regulator Marco Simons der Sicherheitsorganisation „Schild“ ermittelt weiter hartnäckig gegen die Familie, da er unter ihnen Mittäter- bzw. Mitwisserschaft vermutet. Der Schild ist mit weitreichenden Befugnissen ausgestattet, die Bürger zu überwachen. Der Regulator kann der Familie jedoch nichts nachweisen. Tatsächlich aber wusste Pieters Frau von dem Betrug.
Die Serie zeigt den weiteren Lebensweg der zurückbleibenden Familienmitglieder. Hanna, Tochter von Cato, arbeitete ursprünglich als Ärztin, wird aber aufgrund des Scoreverlustes zur Krankenpflegerin zurückgestuft und gerät später in das Widerstands-Milieu, nachdem sie einem kranken Nierenpatienten helfen wollte, dem aufgrund seines niedrigen Scores eine Behandlung verweigert wird. Alex, ebenfalls eine Tochter von Cato, kooperiert mit den Regierungsbehörden und hätte ihnen fast Beweise geliefert, dass ihre Mutter von dem Betrug wusste, ließ sich aber von ihrer Familie umstimmen. Später hilft sie mit falschen Beweisen mit, den Vater ihrer Lebenspartnerin wegen mutmaßlicher Beteiligung an einem früheren Anschlag verhaften zu lassen, um ihre Mutter vor einer ebenfalls drohenden Verbannung zu retten, nachdem ihr Score weiter gesunken ist. Milly, Pieters älteste Tochter, bewirbt sich beim Militär für den Posten des Grenzschutzes, um in den entlegenen Gebieten nach ihrem verbannten Vater zu suchen. Dort entdeckt sie, dass die Ausgestoßenen eine primitive Siedlung aufgebaut haben und dass ihr Vater noch lebt. Luz, die jüngere Tochter von Pieter mit einer Form der Autismus-Spektrum-Störung, arbeitet zunächst als Callcenter-Mitarbeiterin, wird aber wegen unzufriedener Kunden entlassen, was sich negativ auf ihren Score auswirkt und sie ebenfalls an den Rand der Verbannung bringt. Später entdeckt sie ihre Liebe zu Marco Simons, der sich bereits heimlich dem Widerstand angeschlossen hat, und hilft als kundige Programmiererin das rigide Scoring-System und somit Arcadia zu Fall zu bringen.
Dieses war ohnehin dem Zusammenbruch preisgegeben, nach dem ein System von Intrigen, Menschenverachtung, brutalen Morden und offenem Machtmissbrauch Arcadia innerlich zerfressen hat.

## Produktion
Die Serie wurde von der belgischen Produktionsfirma jonnydepony zusammen mit den öffentlich-rechtlichen Sendern VRT, KRO-NCRV und ARD (WDR und SWR) produziert. Unterstützung gab es ferner von den Medienfonds VAF Media Fund, Screen Flanders, Belga Films Fund, Tax Shelter und Netherlands Film Production Incentive. Die Drehorte liegen in Belgien, den Niederlanden, Frankreich und Deutschland. Das Budget für die 8 Folgen der ersten Staffel betrug insgesamt 8 Millionen Euro.

## Rezeption
Cornelia Wystrichowski von Redaktionsnetzwerk Deutschland bezeichnet die Serie als „faszinierende[s] Gedankenspiel“ und resümiert: „Arcadia funktioniert auf mehreren Ebenen: als beklemmende Zukunftsvision, als Familiendrama und als gesellschaftskritisches Lehrstück über die Demokratie. Das alles ist eingebettet in eine großartige Ästhetik, die wenig von klassischer Science-Fiction hat, sondern eher retrofuturistisch ist.“ Besonders gut gelinge es der Serie, Bezüge zur Gegenwart herzustellen und den Zuschauer zum Abgleich mit der Realität zu verleiten.
Kurt Sagatz rezipiert die Serie im Tagesspiegel als „sehenswert“ und spricht von einem „hierzulande weitgehend unbekannten, aber nichtsdestotrotz beeindruckenden Ensemble“. Die retro-futuristische Kulisse wecke Erinnerungen an „Zukunftsvisionen der 1980er Jahre“, insbesondere an George Orwells Roman 1984. Die Serie habe eine „hochkomplexe Welt mit einem omnipräsenten Überwachungs- und Kontrollapparat“ erschaffen. Ähnlichkeiten hinsichtlich des Punktesystems gebe es nicht nur mit dem Sozialkredit-System in China, auch der heimische Schufa-Score „bei der Suche nach einer Wohnung oder der Ermittlung der Kreditwürdigkeit“ weise Parallelen dazu auf.
In der Berliner Zeitung lobt Torsten Wahl die spannende Inszenierung durch den Regisseur Tim Oliehoek und hebt die „beeindruckende Kulissen“ sowie den düsteren Look hervor. Die Serie sei aber keine leichte Kost: „die Brutalität des Staates und die Hoffnungslosigkeit der Story erzeugen keinen Serien-Sog, im Gegenteil. Mitunter muss man sich fast überwinden, noch eine weitere Folge zu starten.“
Johannes Korsche bewertet die Serie in der Süddeutschen Zeitung mit 7,5 von 10 Punkten: „gerade hoch genug, um Lust auf die zweite Staffel zu machen“. Zwar erinnere die Serie in ihren besten Momenten an die Kult-Serie Black Mirror, was vor allem an der „stimmig[en] und stimmungsvollen“ Umsetzung von Kostüm, Requisite, Kamera und Schauspiel liege. Doch gelegentlich „ächzt die Dramaturgie dann aber doch unter der Last, die sie zu schultern hat.“ Alle Hauptfiguren haben, wie man das von öffentlich-rechtlichen Produktionen gewohnt sei, jeweils ihre eigenen tragischen Vorgeschichten und Hintergründe.